# Тринаест проблема
Тринаест проблема је збирка кратких прича британске списатељице Агате Кристи која је први пут објављена у Великој Британији од стране издавачке куће "Collins Crime Club" у јуну 1932. и у САД од стране издавачке куће "Dodd, Mead and Company" 1933. под насловом Убиства клуба уторком увече. Издање у Великој Британији коштало је седам шилинга и шест пенија, а издање у САД 2 долара. У тринаест прича појављују се детективка почетница госпођица Марпл, њен сестрић Рејмонд Вест и њен пријатељ сер Хенри Клитеринг. То су најраније приче које је Кристијева написала о госпођици Марпл. Главно окружење за оквирну причу је измишљено село Сент Мери Мид.

## Радња
Као и у неким од својих других збирки кратких прича (нпр. Ортаци у злочину), Кристијева користи свеобухватно приповедање, чинећи књигу више као епизодни роман. Постоје три скупа приповедања, иако су они сами међусобно повезани. Први низ од шест су приче које прича "Клуб уторком увече", насумично окупљање људи у кући госпођице Марпл. Сваке недеље скупина прича приче о загонеткама које увек решава детективка почетница из удобности своје фотеље. Један од гостију је сер Хенри Клитеринг, бивши начелник Скотланд Јарда, и то омогућава Кристијевој да разреши причу при чему он обично истиче да су злочинци ухваћени.
Сер Хенри Клитеринг позива госпођицу Марпл на вечеру где се прича следећи низ од шест прича. Скупина гостију користи сличну игру погађања и још једном побеђује госпођица Марпл. Тринаеста прича, "Смрт у реци", одвија се неко време након вечере када је госпођица Марпл сазнала да Клитеринг борави у Сент Мери Миду и тражила од њега да помогне у истрази око смрти месне сељанке. На почетку приче госпођица Марпл тајно открива ко је убица и њено решење се показује тачним.

## Приче

### КлубУторком увече
Скупина пријатеља се састала у кући госпођице Марпл у Сент Мери Миду. Сем саме старице, ту су њен сестрић – писац Рејмонд Вест – уметница Џојс Лемпријер, сер Хенри Клитеринг (бивши начелник Скотланд Јарда), свештеник др. Пендер и господин Питерик, заступник. Разговор се претворио у нерешене загонетке. Рејмонд, Џојс, Пендер и Питерик тврде да су њихова занимања права за решавање злочина. Џојс предлаже да формирају клуб. Сваког уторка увече један члан скупине мора да исприча праву загонетку, а остали ће покушати да је реше. Сер Хенри пристаје да учествује, а госпођица Марпл се добровољно јавља да заокружи скупину.
Сер Хенри прича прву причу о троје људи који су сели да вечерају након чега им је позлило, наводно од тровања храном, а један је од последица тога умро. Троје људи били су господин и госпођа Џонс и женина дружбеница, госпођица Кларк, а госпођа Џоунс је умрла. Господин Џоунс је био трговачки путник. Служавка у једном од хотела у којима је одсео видела је упијајући папир који је користио када је написао писмо чије фразе које могу да се дешифрују се односе на његову зависност од новца своје жене, њену смрт и „стотине и хиљаде“. Собарица је прочитала о смрти у новинама и, познавајући рођаке у истом селу где су живели господин и госпођа Џоунс, писала им је. Ово је покренуло ланац трачева који су довели до ископавања тела и открића да је госпођа Џонс отрована арсеном. Било је додатних трачева који повезују господина Џоунса са лекаревом ћерком, али ту није било ничег суштинског. Џоунсова собарица Гледис у сузама је потврдила да су све три особе добиле исти оброк од јастога у конзерви, хлеб и сир и воћну салату са шлагом. Такође је припремила чинију качамака за госпођу Џоунс да смири стомак, али госпођица Кларк је ово појела, упркос строгој исхрани на којој је била због својих сталних проблема са тежином. Џоунс је такође имао уверљиво објашњење за писмо које је избрисано у хотелској соби.
Људи у просторији износе своје различите теорије о томе ко је убица, али занемарују да питају госпођицу Марпл све док сер Хенри љубазно није указао на пропуст. Госпођица Марпл је размишљала о једном сличном случају у вези једне месне породице (за који Рејмонд није видео никакву важност) све док изненада није питала сер Хенрија да ли је Гледис признала и рекла да се нада да ће господина Џоунса обесити због онога на шта је натерао јадну девојку да уради. Писмо у хотелској соби било је од Гледис. Стотине и хиљаде се односи на чоколадне мрциве посипане по десерту. Господин Џоунс је са њима помешао арсен и дао их Гледис да их користи за воћну салату са шлагом. Госпођица Кларк није појела посластицу (због своје строге исхране), а господин Џонс је састругао отроване мрвице. Сер Хенри потврђује да је госпођица Марпл у праву. Господин Џоунс је направио дете Гледис и искористио је обећање брака након смрти своје жене да наведе девојку да почини убиство. Затим се оженио другом. Дете је умрло убрзо по рођењу, а Гледис је признала на самрти.

### Светилиште Астарте
Скупина се састала следеће недеље и ред је био на др. Пендера исприча своју причу. Његова прича је била прича у којој је човека ударила „никаква људска акција“. Десило се у кући на ивици Дартмура под називом "Тихи гај" коју је недавно купио сер Ричард Хејдон, стари лекарев пријатељ са факултета. Др. Пендер је тамо био позван на пријем где им се придружило још седам људи, међу којима и упечатљива лепотица из друштва Дајана Ешли. Сер Ричарда је веома привлачила, као и већину других мушкараца на пријему, а она их је све редом опчинила. На ливади испред куће налазило се неколико реликвија из каменог доба, а у кругу куће налазио се гај дрвећа за који је сер Ричард мислио да је веродостојни гај Астарте у чијем средишту је био саградио груб храм у виду каменог летњиковца. Дајана Ешли је била довољно одушевљена шумарком и структуром у њој да дивље указује оргију обасјану месечином богињи Месеца, предлог на који су др. Пендер и неки други уложили забрану, а део њиховог приговора је био осећај зла које је окружење изазвало у њиховој машти.
Ублажени на отменом пријему, остали су прихватили Дајанин предлог да се обред одржи те вечери и припреме су протекле срећно. Дајанина безоблична хаљина, названа 'непознато', разочарала је скупину због недостатка маште, а током обреда је нестала, а последњи пут је виђена како иде ка шумарку. Остали су је пратили и нашли је у њеном правом костиму, величанствено украшену на месечини као свештеницу Астарте. Упозорила је остале да се не приближавају, али сер Ричард се приближио и одмах се срушио на земљу. Када су га прегледали његов брат од стрица Елиот, а потом и др. Сајмондс, установили су да је мртав, убијен убодом у срце, али нико није виђен да му је прилазио нити је пронађено оружје на трави. Тело су однели у кућу и позвана је полиција. Незадовољан, Елиот се вратио сам у гај да даље истражи, а касније су га остали нашли убоденог на истом месту са раном од ножа на рамену и ножем у руци. Његова прича је била прича о томе да је видео привид богиње, а затим и самог себе. Нож је препознат као нож ископан из тумулуса у риту који се чувао у сер Ричардовој кући. Полиција је сумњала на Дајану, али није имала доказе ни објашњење како је могла да почини злочин.
Чланови клуба "Уторком увече" расправљали су о могућим решењима између себе, али госпођица Марпл је погодила право решење: иако не зна шта је навело сер Ричарда да се спотакне – вероватно се саплео о корен дрвета – његов брат од стрица Елиот га је брзо убоо ножем док се правио како гледа шта му је. Нож је био сакривен у његовом елегантном костиму. Др. Пендер потврђује да му је пет година касније Елиот писао уочи експедиције на Јужном полу и признао злочин и муке које је од тада претрпео. Његова побуда била је љубав према Дајани Ешли, а убиством свог брата од стрица уклонио је противника и наследио богатство. Надао се да ће искупити за свој злочин и ублажити своју кривицу часном смрћу што је свештеник потврдио да је и учинио. Иако је др. Пендер прикрио имена, сер Хенри је препознао случај и особе умешане у њега.

### Златне полуге
Рејмонд Вест долази на ред у причању приче. Десило се две године раније када је Рејмонд провео Витсун у Корнволу са недавним познаником Џоном Њуменом. Био је нека врста ауторитета у Шпанској Армади и купио је права на спасавање олупине брода од Армаде која се насукала уз обалу и измицала многим покушајима опоравка током година. Путујући возом до Њуменове куће у селу Полперан, Рејмонд је делио кочију са полицијским инспектором Беџвортом који је знао за шпанско благо, али га је посебно занимала скорија олупина брода званог РМС Отранто. Овај последњи је потонуо шест месеци раније и његове полуге или су уклоњени из бродске оставе пошто је труп поцепан на стенама Змијине тачке или украдене неко време пре тога. Инспектор је истраживао ствар.
Стигавши у Корнвол, Рејмонд се настанио у Њуменовој кући и следећег дана отишао са њим у месно кафану Три сидра где је одмах осетио сумњу према станодавцу господину Келвину који је дао смислене опаске о полицији и другим „странцима“ који се баве месним питањима. Следећег дана, у недељу, видела се олуја која се спремала над подручјем, а то се поклопило са Рејмондом који је имао осећај слутње. Овај осећај је био оправдан када је Њумен те ноћи изашао у шетњу и није се вратио иако је његов нестанак примећен тек следећег дана. Покренута је потрага и нестали мушкарац је пронађен везан и запушених уста у месном јарку. Његова прича је била да је приметио неке мушкарце како чамцем доносе нешто на плажу на месту које је прикладно названо „Увала кријумчара“, а затим стављају терет у месну пећину. Људи су га напали, везали и камионом одвезли до јарка. Беџворт је пронашао доказе да је пећина коришћена за складиштење нечега, али, што је још важније, трагови гума на путу којим је Њумен одведен поклапају се са гумама на камиону у власништву господина Келвина. Ноћна болничарка комшинице је сведочила да камион никада није изнет из гараже те ноћи. Келвин је избегао хапшење, а Рејмонд није знао решење загонетке.
Опет је госпођица Марпл та која је пронашла решење када је опоменула свог сестрића на његов избор пријатеља, а сер Хенри је потврдио да он зна нешто о случају и да је стара дама у праву. Њумен није човеково право презиме и он је сада у затвору у Краљељвићграду због крађе злата из лондонског трезора. Искористио је причу о олупини и шверцу да прикрије своје трагове, а Келвин је постављен као жртвено јагње. Камион газде никада није коришћен, али је током ноћи скинута гума и стављена на други камион да би се обезбедио „доказ”. Њуменов саучесник је вероватно био његов вртлар кога је Рејмонд видео како ради на гредици од ружиног дрвећа у понедељак ујутру када су схватили да је Њумен „нестао“ – како је госпођица Марпл навела, прави вртлари никада не раде на Духовски понедељак.

### Плочник умрљан крвљу
Прича Џојс Лемпријер се такође дешава у Корнволу у живописном селу Ратхол. Једног јутра, сликала је слику Полгарвитских руку када су се двоја колла зауставила у размаку од неколико минута. У првима се налазио пар, а у другима скерлетно одевена жена. Мушкарац из пара „Денис“ препознао је усамљену жену као стару пријатељицу „Керол“ и упознао је са својом помало обичном женом „Марџери“. Док је Џојс радила на свом платну, чула је разговор троје људи и Денисов предлог да се унајми чамац са веслима да иду око обале до месне пећине. Керол је, иако не воли чамце, пристала да прошета до места и тамо се састане са паром. Тог поподнева Џојс се вратила на своје платно испред кафане, приметила два купаћа костима како се суше на сунцу са балкона кафане и претпоставила да су се три особе вратиле. Један мештанин ју је упустио у помало нежељен разговор и одвратио је од посла. Пре него што је схватила шта је урадила, чинило се да је осликала мрље од крви на плочнику испред кафане и била је запрепашћена када је открила да је ухватила стварност – чинило се да је на плочнику било мрља од крви којих мало пре тога није било. Пре него што је успела да предузме било шта, Денис је изашао из кафане и питао Џојс и мештанина да ли су видели Керол да ли се Керол вратила. Њих троје су се срели у пећини по договору, а Керол се наводно вратила до Ратхола, али није стигла иако су њена кола још увек била тамо. Денис и Марџери су се одвезли, а Џојс је прегледала тротоар и открила да су мрље од крви нестале. Два дана касније прочитала је у новинама да је Марџери нестала док се купала у мору, а недељу дана касније њено тело је пронађено испрано од ударца у главу, наводно нанетог када је заронила у воду на неком камењу.
Мушкарци у клубу "Уторком увече" сматрају да у причи нема много тога да се настави, али госпођица Марпл истиче да они не цене поенту о одећи као она и Џојс. Крваве мрље су биле на тротоару јер су капале са једног купаћег костима који је био гримизне боје. Злочинци то нису схватили када су их окачили да се осуше. Џојс потврђује своју тезу и завршава причу: годину дана касније, у одмаралишту на источној обали, поново је видела исти сусрет са Денисом Керол и још једном женом, наводно Денисовом новом женом. Иако није знала шта се тачно дешава, Џојс је отишла у полицијску испоставу и пријавила сумњиву активност. Инспектор Скотланд Јарда је већ био тамо и истраживао Дениса који је под неколико имена женио жене, осигуравао им животе на велике своте, а затим их убијао у завери са Керол – својом правом женом. Жена коју је Џојс видела у Ратхолу у то време када су мрље крви биле на плочнику није била Марџери већ прерушена Керол.

### Побуда против прилике
Господин Питерик прича своју причу која има правну позадину. Његова странка, коју он назива „Сајмон Клод“, био је богат човек који је имао једног сина који је погинуо у Првом светском рату и оставио сироче унуку која је умрла кад је била мала, а старац је остао усамљен и утучен. Његов брат је такође недавно умро и његово троје деце, Грејс, Мери и Џорџ – сви су одрасли у време приче – дошли су да живе са Сајмоном. Опоруком је оставио имање њима трома у једнаким уделима. Грејс се удала, али је живела у близини са својим мужем Филипом. Џорџ је нашао посао у банци, док је Мери остала да брине о Сајмону. Старац је још увек чезнуо за својом унуком и нашао се под утицајем америчке спиритуалисткиње госпође Јуридис Спраг и њеног мужа Абсалома. Госпођа Спраг је водила многе сеансе на којима је „Сајмон Клод“ „звао“ своју унуку, а Спрагови су такорећи живели у кући.
Узнемирен овим, господин Питерик је посетио своју странку и онда предложио Грејсином мужу Филипу да се у кућу позове познати професор на тему спиритуализма да присуствује сеансама. То се догодило па је професор изјавио да су Спрагови преваранти. Чувши ово, „Сајмон Клод” је у налету беса избацио Филипа из куће. Старац се тада разболео и био на ивици смрти. Наложио је Питерику да присуствује састављању нове опоруке којом оставља по пет хиљада фунти свом братанцу и братницама, а већи део Спраговима. Док је старац лежао у свом кревету, Питерик је покушао да одврати Клода против услова нове опоруке, али безуспешно. Две слуге су позване и упућене да донесу оловку и буду сведоци нове опоруке коју је Клод сам написао и дао Питерику на чување.
Пошто је овај део посла био закључен, Питерик је сишао доле на чај и да помогне Џорџу Клоду око неких ствари у вези са имањем. Током овог раздобља, Петерик је оставио свој капут где је само госпођа Спраг могла да добије приступ коверти са опоруком. Питерик га је однео у своју ословницу где га је убрзо посетио господин Спраг који је на неколико тренутака остао сам са опоруком. Два месеца касније, Клод је умро. Када је опорука отворена, лист је био празан. Питериков проблем је био што је госпођа Спраг имала прилику да промени опоруку, али је опорука већ била у њену корист тако да је имала прилику, али не и побуду. Џорџ је имао побуду, али није имао прилику јер када је имао приступ опоруци, господин Питерик је био присутан.
Госпођица Марпл поново погађа решење – оловка којом је написана опорука садржала је раствор скроба у води са неколико капи јода (тј. невидљиво мастило). Питерик потврђује да је Филип признао исто толико у опрезном разговору који су водили месец дана касније. Слугама у кући је речено коју оловку да донесу Сајмону Клоду да би изгледало да ће потписати правни формулар и они су се повиновали. Троје деце стекло је право наследства.

### Отисак палца Светог Петра
Коначна прича која ће се испричати на редовном састанку Клуба Уторком увече долази од саме госпођице Марпл. Ради се о њеној сестричини Мејбел која се тврдоглаво удала за Џефрија Денмана када је имала двадесет две године упркос томе што је Денман имао насилну нарав и повест лудила у својој породици. Десет година касније он је умро, а госпођица Марпл је писала да јој понуди да неко време остане код своје сестричине, али је добила одговор који је љубазно одбио понуду. Три месеца касније њеној тетки је послато друго писмо у којем је хистерично преклињана да дође. Стигавши у кућу своје сестричине, коју је Мејбел делила са двоје слугу – њеном и дадиљом свог психијатријски болесног свекра – госпођица Марпл је сазнала да је удовица била предмет оговарања у смислу да је убила свог мужа и нико у околини сада не би разговарао с њом. Џефрију је позлило у току ноћи и умро је убрзо по доласку лекара, али стари локум није подигао узбуну због начина смрти. Сматрало се да је умро након што је појео отровне печурке. Двојица слугу рекли су госпођици Марпл да Денман није могао да гута и да је лутао пре него што је умро због рибе. Издат је налог за ископавање након чега је уследила обдукција која се показала потпуно неуверљивом. Госпођица Марпл је почела да се пита да ли је Џефри извршио самоубиство и да ли је за то искористио знање медицине стечено у претходном раздобљу свог живота. Потпуно запањена проблемом, била је на главној улици и у нечему као тихој молитви за вођство када је отворила очи и угледала свежу вахњу на излогу продавнице риба са карактеристичним црним тачкама познатим као „отисак палца Светог Петра„. Схватила је да решење лежи у тајанственим речима које је Џефри изговорио док је лежао на самрти.
Испитујући даље слуге, они су изјавили да се те речи односе на "гомила" или "гомила" неке рибе чије је име вероватно почело са "ц". Проверавајући списак отрова, госпођица Марпл је пронашла један који се зове пилокарпин и прочитала да је то и противотров за тровање атропином. На основу сопствених капи за очи које садрже атропин сулфат, суочила се са старијим господином Денманом и оптужила га да је убио свог сина. Луди човек је кроз смех признао злочин почињен јер је чуо да његов син планира да га стрпа у лудницу. Испразнио је раствор за очи у чашу воде свог сина уз кревет знајући да ће је Џефри пити током ноћи. Господин Денман је ипак послат у лудницу, а клуб је честитао госпођици Марпл на успеху иако је Рејмонд истакао да постоји једна ствар коју она не зна. Тетка га је исправила – зна да је запросио Џојс раније те вечери.

### Плави Здравац
Прошло је годину дана и сер Хенри Клитеринг је поново у Сент Мери Миду и боравио је као гост пуковника Артура Бентрија и његове супруге Доли. Упитан за предлоге о шестој особи за вечеру па он именује госпођицу Марпл и у неверици прича Доли о њеном успеху у решавању прошлогодишњих загонетки. Доли се пита да ли би стара дама могла да реши Артурову загонетку духова. Госпођица Марпл уредно стиже у дом Бантријевих заједно са сер Хенријем, глумицом Џејн Хелијер и др Лојдом. Артур Бантри прича о пријатељу Џорџу Причарду чија је покојна жена била тешка и свадљива и полуинвалид о којој је бринуо низ медицинских сестара. Редовно су се мењале, неспособне да изађу на крај са својом болесницом, а медицинска сестра Коплинг била је изузетак јер је на неки начин управљала бесом и притужбама боље од других из свог позива.
Госпођа Причард је имала склоност према гатарама и једног дана је једна Зарида дошла у кућу када су Џорџ и сестра Коплинг били ван куће због свог посла. Враћајући се кући, госпођа Причард је рекла Џорџу да је Зарида прогласила кућу „злом“ и да избегава плаво цвеће. Два дана касније стигло је писмо од гатаре у којем је писало: „Чувајте се пуног месеца. Плава јагорчевина значи упозорење, плава боровница значи опасност, плави здравац значи смрт." Четири дана касније, један од здраваца на тапетама у соби госпође Причард променио је боју у плаву усред ноћи када је био пун месец. Прошао је месец дана док је госпођа Причард одбројавала дане до следећег пуног месеца. Наравно, исто се десило, са боксом на тапету који је променио боју, иако су врата била закључана.
Прошао је још један месец, док су сестра Коплинг и Причард постајали све живчанији док је госпођа Причард изгледала резигнирано. Јутро након следећег пуног месеца, госпођа Причард је пронађена мртва у свом кревету, а њене мирисне соли поред ње, слаб мирис плина у соби и здравац на тапетама који је постао плави. Било је трачева након смрти и ископавања тела, али без јасног резултата. Штавише, Зарида је нестала и нико није могао да уђе у траг како је госпођа Причард чула за њу.
Још једном госпођица Марпл има решење. Пошто је једном видела вртлара како меша калијум цијанид са водом да убије осе, била је запањена колико је раствор веома сличан мирисним солима. Да је такво решење заменило боцу коју је госпођа Причард увек држала, цијанид би је убио, али би гас прекрио краткотрајни мирис бадема. Цвеће на зиду било је црвени лакмус папир који је амонијак – као алкалоид – у правим мирисним солима постао плав. Медицинска сестра Коплинг је била прерушена Зарида и убица у нади (што се није догодило) да ће се удати за удовца Причарда. Сер Хенри је потврдио да је медицинска сестра Коплинг недавно ухапшена због сличног убиства.

### Дружбеница
Др. Лојд је позван да исприча своју причу, а она почиње у Лас Палмасу на острву Велика Канарија. Лекар је ту живео ради свог здравља и једне ноћи у главном градском хотелу угледао је две средовечне даме, једну мало пуначку, једну помало шугаву, чија је имена сазнао увидом у књигу гостију хотела. Звале су се госпођица Мери Бартон и госпођица Ејми Дарант, а биле су туристкиње из Енглеске. Већ следећег дана, др. Лојд је отпутовао на другу страну острва са пријатељима на пикник и стигавши до залива Лас Нивс, скупина је дошла на крај трагедије: госпођица Дурант је пливала и упала у невоље, а госпођица Бартон је испливала да јој помогне, али безуспешно. Друга жена се удавила. У оквиру истраге која је уследила, госпођица Бартон је открила да је госпођица Дарант била њена дружбеница неких пет месеци. Др. Лојд је био збуњен тврдњом једног од сведока који се заклео да је видела госпођицу Бартон како држи главу госпођици Дарант под водом, не помажући јој, али је тврдња одбачена јер нико од осталих сведока није подржао причу. Др. Лојд је помогао госпођици Бартон да уђе у траг најближој родбини, али безуспешно, а помогао је и у организацији сахране која је одржана на острву. Пре него што је напустила Великој Канарији десет дана касније, госпођица Бартон је поставила др. Лојду неколико чудних питања у вези са оправданошћу узимања закона у своје руке. Госпођицу Марпл занима да ли се госпођица Бартон изненада угојила током овог раздобља и лекар потврђује да јесте.
Нешто касније, др. Лојд је прочитао у новинама да се госпођица Бартон удавила у Корнволу, иако тело никада није пронађено. Оставила је самоубилачку поруку у којој се чинило да је признала неки злочин, а истрага је закључила да је привремено луда. Госпођица Марпл, упоређујући причу са причом месне преваранткиње госпође Траут која је тражила старосне пензије неколико мртвих, наводи да је „госпођица Бартон“ била паметна злочинка која је удавила другу жену, а затим преузела њен идентитет – отуда разлог зашто је изгледала дебело – једноставно је носила одећу друге особе. Заиста значајна чињеница је да тело у Корнволу никада није пронађено - ово је био још један део обмане.
Др. Лојд потврђује да је поново случајно срео даму у Мелбурну у Аустралији. Госпођица Бартон је била, у ствари, госпођица Дарант. Двојица туриста никоме не би била позната, а нико није знао ко је послодавац, а ко дружбеница на Великој Канарији. Две жене су биле рођаке. Госпођица Дарант је била најстарија од деветоро деце у очајном стању, а неки од њих су били лошег здравља. Писали су својој родбини у Енглеској за помоћ, али је она одбила због породичне свађе од раније. Госпођица Дарант је отпутовала у Енглеску под овим лажним именом и нашла запослење код госпођице Бартон коју је потом убила и чији је изглед усвојила на Великој Канарији. Лажирајући своју смрт у Корнволу, она и њена браћа и сестре наследили су њен новац као најближа родбина. Др. Лојд се састао са породицом Дарант и схватио какву штету ће им нанети пријављивањем њихове старије сестре полицији за злочин за који није имао мало доказа. Шест месеци касније, госпођица Дарант је умрла.

### Четворо осумњичених
Сер Хенри Клитеринг прича своју причу која је за њега још увек загонетка. Четворо људи су осумњичени од којих су троје, дакле, жртве колико и права жртва у томе што су под сталном сумњом. Реч је о немачком тајном друштву Рука Шварца које је покренуто после рата са методама и циљевима сличним онима у Камори. Др. Розен, истакнут у раду тајне службе, продро је у организацију и успео да доведе до њеног пада. Упркос овом успеху, био је обележен човек и дошао је у Енглеску где је живео у викендици у Сомерсету, очекујући да би могао бити убијен. Његово домаћинство чинила је његова братаница Грета, стара служавка Гертруда, месни вртлар Добс и тајник др. Розена Чарлс Темплтон за кога Клитеринг открива да је био један од његових људи постављен је у кућу да пази на ствари (али вероватно не потпуно изнад сумње).
Трагедија се догодила када је др. Розен пронађен на дну степеница, вероватно пао или гурнут. Четири особе у закључаној кући су у то време биле напољу, али нико не може да да покриће за време смрти. Осим тога, непознати људи нису виђени у близини да би се лако издвојили и приметили па мора да је крив неко од ових четворо. Једна загонетка је како је убица примио упутства. Једини људи који су тог дана дошли у кућу били су месар, помоћник у пиљару и поштар. Потоњи је донео неколико писама за различите чланове куће и каталог за вртлара и писмо за Чарлса Темплтона које је, изгледа, послао неки рођак из Немачке. Темплетон га је поцепао и бацио. Од писама које је полиција могла да прегледа најчудније је било оно упућено самом др. Розену које је било од некога по имену „Џорџин“ и помиње неколико људи за које Розен никада није чуо. Сер Хенри показује скупини писмо, а госпођица Марпл се пита зашто је реч „Искреност“ која се појављује у средини реченице написана великим словом.
Три месеца након смрти свог стрица, Грета Розен се вратила у Немачку, али се прво видела са сер Хенријем и затражила од њега да потврди да је Чарлс био изнад сумње. Сер Хенри то није могао да уради. Госпођица Марпл и госпођа Бантри истичу да су три особе у писму и једно име места као и реч „Искреност“ врсте далије и да, измењени, значе "Смрт". Ово је било упутство да се убије др. Розен, а послато је правој жртви која је требало да буде убијена да би се одвратила сумња од атентатора. Примивши писмо од некога кога није познавао, природно би га дао осталим људима за столом на доручку да га прочитају, а један је био Чарлс, тајник и осумњичени, али је други била његова братаница, убица. Њена посета сер Хенрију да покуша да скине љагу са Чарлсовог имена имала је супротан учинак. Госпођица Марпл се такође сетила из свог детињства са немачком гувернантом да је „Георгина“ на немачком „Далија“ и да су далије обележје „Издајства и лажног представљања“. Госпођица Марпл предвиђа да ће Грета бити повезана са злочинцима једног дана. Госпођица Марпл такође препоручује сер Хенрију да напише писмо Гертруди у коме објашњава да је ослобођена сумње за убиство.

### Божићна трагедија
Даме су натеране да испричају причу, а госпођица Марпл да исприча причу из времена када је боравила у Кестон Спа Хидру непосредно пре Божића. Осећајући да се осећања и предосећај старијих и искуснијих људи пречесто лако одбацују када су таква осећања заснована на чињеницама и искуству, она прича како је када је видела пар Џек и Гледис Сандерс заједно једноставно знала да је муж намеравао да убије своју жену. Побуда је била новац; живели су од њених прихода, али нису могли да дотакну капитал током њеног живота, али је могла опоруком новац да остави супругу па је то и учинила. Осећања госпођице Марпл су потврђена када се возила трамвајем са паром и видела како се Сандерс "саплитао" на степеницама о своју жену која је потом пала, али ју је на срећу спасао кондуктер.
Атмосфера надолазеће трагедије била је појачана када је портир преминуо од упале плућа, а убрзо потом и једна од спремачица у хидроелектрани која је умрла од тровања крви. Госпођица Марпл датира трагедију када је господин Сандерс чуо да она и две друге даме причају о овој последњој смрти. Његова жена је играла бриџ са пријатељима, а рано увече господин Сандерс се вратио са путовања са двојицом својих пријатеља и питао госпођицу Марпл и друге даме за мишљење о вечерњој торби коју је купио својој жени на поклон за Божић. Попели су се у његову собу и видели тело госпође Сандерс на поду оборено врећом песка. Одмах сумњива, госпођица Марпл је одбила да дозволи мужу да додирне тело и наваљивала је да се врата закључају и да позове полицију. Госпођица Марпл је приметила да шешир жене лежи поред тела иако га је она раније носила. Подстакнута полицијом, такође је приметила да мртва жена више не носи минђуше као када је тело први пут откривено. Нестао је други накит госпође Сандерс, а полиција је сигурна да се лопов вратио пошто ју је убио па поново побегао пожарним степеницама.
Госпођа Сандерс је била позвана да се врати на хидро са бриџа тајанственим телефонским позивом, али њен муж је имао савршено покриће за то време односно након што је напустила бриџ, али пре открића тела. Госпођици Марпл је требало два дана да открије истину. Затим је замолила полицију да испроба одбачени шешир на глави мртве жене – није пристајао. Схватила је да тело које су видели и брзо је закључала у просторију када су први пут открили да није тело госпође Сандерс већ мртве кућне помоћнице коју су погребници чекали да преузму. Сандерс је ставио тело тамо док је његова супруга играла бриџ, а онда је после „открића“ ујурио у терен наводно схрван тугом. Тамо је срео своју жену која се враћала са партије, а коју је позвао телефоном користећи псеудоним некако ју је увео у њихову собу помоћу пожарних степеница, убио је, а затим заменио одећу и вратио мртву кућну помоћницу у њену собу. Једина ствар коју није могао да уради је да врати шешир на главу своје жене јер је њена коса са шиндром значила да му не пристаје. Јефтин шешир који су пронашли био је власништво кућне помоћнице јер је ормар за шешире госпође Сандерс био закључан када је њен муж стављао мртву девојку у своју собу, а шешир је био потребан да покрије лице. Сандерс је обешен због убиства своје жене.

### Травка смрти
Иако је оклевала, госпођа Бантри је била приморана да дође на ред. Она прича како су она и њен муж били гости сер Амброза Берсија у његовој кући на Колдерамском тргу. Листови жалфије су те вечери брани из врта за вечеру, али је, нажалост, међу жалфијом расла и лисичарка која је убачена и у надев за јело од патке. Свим људима на вечери је позлило, а једна од њих – сер Амброзова штићеница, Силвија Кин – је умрла. Истрага је открила да је смрт настала услед тровања дигиталисом.
Међу скупином је био и младић Џери Лоример који је био верен са Силвијом противно сер Амброзу, али, након годину дана веридбе, сер Амброз је попустио. Ту је била и Мод Вај, наводно Џеријева пријатељица, али госпођа Бентри је видела Џерија како је љуби једне вечери. Шест месеци након Силвијине смрти, њих двоје су се венчали. Др. Лојд је збуњен јер је смртоносно тровање употребом листова лисичарке – ако је било случајно – тешко постићи. Алкалоид мора да се узме са великом пажњом и сер Хенри се бави главним проблемом случаја. Наиме, како обезбедити да само ваша жртва умре ако отрујете све, паи и себе (под претпоставком да је убица неко са пријема)?
Силвија је сама убрала листове лисичарке, а др. Лојд се пита да ли је права жртва требало да буде сер Амброз коме су преписани лекови за његово срце. Госпођица Марпл се ухватила за овај траг и пронашла решење – лек сер Амброза је био дигиталин. Давно раније је засадио семе лисичарке међу жалфијом, а на вечери је уследило благо тровање, али је некако истовремено дао својој штићеници додатну количину сопственог лека и тако је убио, али да изгледа као несрећан случај. Побуда је била љубомора – био је заљубљен у своју штићеницу и одлучио да се она неће удати за Лоримера. Госпођа Бантри потврђује да је након његове смрти примила писмо од сер Амброза које јој је требало послати у случају његове смрти у којем је признао злочин.

### Афера у бунгалову
Џејн Хелијер, лепа, али помало празна глумица, последња прича причу. Иако је покушала да прикрије ту чињеницу лажним именом, остали су брзо схватили да је прича о њој самој и, неколико пута измичући, она убрзо одустаје од претварања и наставља. Била је на турнеји у једном провинцијском граду када је позвана у полицијску испоставу. Дошло је до провале у једном бунгалову и младић Лесли Фокенер је ухапшен. Његова прича је била да је био неуспешан драмски писац и да је у једном од својих напора послао Џејн да чита. Писала му је да јој се допада и позвала га да сиђе у бунгалов да разговара о томе. Отишао је, увела га је собарица, упознао Џејн и попио коктел. Следеће што је знао је да се пробудио поред пута. Затетурао се и полиција га је брзо покупила.
Бунгалов је припадао сер Херману Коену, богатом градском господину, и у њему је сместио своју љубавницу. Била је глумица по имену Мери Кер, жена другог глумца по имену Клод Лисон (иако је Џејн признала да ово нису права имена људи). Особа која се зове госпођица Кер позвала је полицију, рекла им да је бунгалов опљачкан и описала Леслија Фокенера да ју је посетила тамо раније тог дана, али је она одбила да га прими. Касније га је једна собарица видела како улази кроз прозор да би украо накит госпођице Кер. Полиција је заиста пронашла бунгалов изрешетан, а велика количина накита је нестала. Госпођица Кер се убрзо вратила, али је порицала било какво сазнање о афери или чак да је звала полицију. И она и собарица су позване да оду на дан под различитим лажним изговорима и никада нису биле у бунгалову када га је господин Фокенер био тамо (било на позив или не). Када се Џејн нашла лицем у лице са Фокенером у полицијској испостави, он је изјавио да то није жена коју је срео у бунгалову, а доказано је да порука није била Џејнин рукопис. Фокенер је ослобођен због недостатка доказа. Сер Херман је покушао да заташка ствар, али није успео, а његова супруга је покренула бракоразводну парницу када је сазнала за прељубу са глумицом.
Гости Бантријевих покушали су да погоде решење, али нису успели и иживцирали су се када је Џејн рекла да ни сама не зна право решење. Скупина се разишла преко ноћи, испричано је њихових шест прича, а госпођица Марпл је нешто шапнула Џејн на у уво што је изазвало да глумица заплаче од потреса. Касније је признала госпођи Бантри да се прича коју је испричала никада није догодила, али Џејн је размишљала да изведе такву шему против глумице која је одвукла једног од својих претходних мужева од ње. Џејн и њен помоћник су смислили намештаљку. Упозорење госпођице Марпл је било да се Џејн не ставља на милост и немилост помоћнику који би се у будућности могао показати неповерљивим. Џејн одлучује да не настави са планом - можда ће је нека друга госпођица Марпл открити.

### Смрт у реци
Прошло је извесно време од када се шесторо људи састало у дому Бентријевих, а сер Хенри је поново тамо био гост када је једног јутра у кућу стигла вест да је једна девојка Роуз Емот пронађена удављена у реци близу воденице. Месни аброви су били да је остала трудна са младићем Рексом Сендфордом који је архитекта из Лондона, а месни осећај је да се убила, неспособна да се суочи са оцем са истином.
Касније ујутру, сер Хенрија посетила је узнемирена госпођица Марпл која му је реккла да је Роуз убијена, а она није желела да се погрешан човек обеси због злочина. Она му је рекла да, иако верује да зна ко је убица, нема никаквих доказа. Она га тражи да истражи за њу, само да види шта може да уради од тога и да покуша да открије да ли је особа за коју сумња умешана или не. Она је записала име осумњиченог на комад папира и дала га сер Хенрију који је прочитао и покренуо у истрагу.
Уз извесно оклевање, сер Хенри се састао са Мелчетом и инспектором Друитом који истражује случај. Полиција је до сада сазнала да девојка није извршила самоубиство јер су јој на надлактици пронађене модрице од држања пре него што је бачена у реку, а дечко који је претходне вечери шетао оближњом шумом чуо је њен плач и пронашао њено тело. Сер Хенри се придружио двојици полицајаца док се настављали истрагу. Упознали су Роузиног оца који држди сеоску кафану. Он дефинитивно мисли да је Сендфорд убица. Позвали су архитекту који је признао да је отац нерођеног детета и да је написао поруку Роуз у којој је предложио састанак на реци када је она наваљивала да разговара са њим. Прошетао је шумом близу реке, али није успео да стигне на време. Речено му је да је он главни осумњичени у том случају и да не излази из куће.
На крају су тројица мушкараца посетили колибу удовице госпође Бартлет која има младог станара Џоа Елиса који борави са њом. Овај младић је био опседнут Роуз и навео је да би се оженио Роуз и подизао дете као своје. У време убиства, он је постављао неке полице у кухињи госпође Бартлет и она му је пружила покриће. На наваљиаање сер Хенрија, разговарали су са момком који је чуо плач од Роуз пре него што је ушла у воду. Видео је Сендфорда у шуми и мисли да је такође чуо Џоа Елиса како звижди. Дефинитивно је видео два човека са нечим налик на колица у све већем сумраку. Сер Хенри, поражен у покушају да скине љагу са Сендфордовог имена, посећује госпођицу Марпл која му је рекла да госпођа Бартлет није могла да буде кући у петак – те ноћи. Прање узима као додатну зараду, а петком га обилази у старим колицима.
Сер Хенри се вратио код госпође Бартлет где Џо признаје да је био у шуми, али пориче да је повредио Роуз. Затим се суочава са госпођом Бартлет да је и она била у шуми близу реке. „Количица“ која су виђена била су колица са вешом, а госпођа Бартлет је бацила Роуз у воду пошто је и сама била заљубљена у Џоа. Не желећи да види младића обешеног, признала је, али је била збуњена како је сер Хенри сазнао. Сетила се поруке коју му је дала госпођица Марпл, наводећи госпођу Бартлет као убицу.

## Недоследност
У причи "Клуб уторком увече", будућа супруга Рејмонда Веста се зове Џојс Лемпријер, али у каснијим делима који укључују госпођицу Марпл, Џојс је прекрштена као Џоан. Слично томе, гост у дому Бантријевих др. Лојд, је лекар опште праксе у Сент Мери Миду, а касније је то др. Хејдок. Промена имена је необјашњива, али можда је Лојд касније касније отишао у пензију (али у причи "Смрт у реци", обдуцент се презива Хејдок).
Џејн Хелијер се вратила у краткој причи "Необична доскочица". Ова прича је први пут објављена у часопису "Овонедељни часопис" у САД у новембру 1941. и у Великој Британији у часопису "Странд" у јулу 1944. под насловом Случај закопаног блага. Прича почиње тако што Џејн Хелијер упознаје госпођицу Марпл са две своје пријатељице којима су потребне вештине решавања проблема госпођице Марпл: 'А ово', рекла је Џејн Хелијер, завршавајући своје упознавање, 'је госпођица Марпл!' Прича је објављена постхумно под називом "Необична доскочица" у збирци кратких прича под нзивом Последњи случајеви госпођице Марпл и још две приче.

## Књижевни значај и пријем
Часопис Књижевни додатак (8. септембар 1932) наводи: „Лако је измислити невероватног детектива, попут ове старије уседелице која је провела цео свој живот у једном селу, али никако није тако лако учинити да њена открића буду веродостојна. Понекад госпођица Марпл опасно се приближава оним детективима са изузетном и скоро надљудском интуицијом који решавају сваку загонетку као да унапред знају одговор, али то није често и госпођа Кристи показује велику вештину прилагођавања својих проблема тако да може да пронађе аналогије у окружењу госпођице Марпл." Рецензија је закључила да су „уопштено говорећи, све ово проблеми да се окуша интелект, а не живци читалаца“.
Ајзак Андерсон из часописа Њујоршки преглед књиге (5. марта 1933.) написао је: „Приче су благе грађе, али представљају неке веома лепе проблеме и упознају нас са неким заиста занимљивим људима. Госпођица Марпл... је на часу Она себе не назива детективком, али би могла да да скоро било коме од редовних трагача карте и пик и победи га у његовој игри."
Часопис Шкот 6. јуна 1932. пише: „Приче су сличне моћи проналаска госпође Кристи и серије 'Клуб злочина' у којој су објављене."
Часопис Дневно огледало 13. јуна 1932. пише: „Заплети су толико добри да се човек чуди расипности која је приказана јер би већина њих направила целовечерњи трилер.
Роберт Барнард: "Ране приче о Марпловој у којима решава случајеве које описују други почетници и професионални љубитељи убистава окупљених у клубу. Неке занимљиве приче, али седентарни формат (упореди приче Орциног Старца у углу) постаје монотон преко дужине књиге. Садржи један од ретких Кристиних излета у радничком сталежу, Смрт у реци."

## Помињања и алудирања

### Помињање других дела
У причама Божићна трагедија и Травка смрти, сер Хенри Клајтеринг назива госпођу Бантри „Шехерезадом“, легендарном приповедачицом из књиге Хиљаду и једна ноћ.

### Помињање правих повесних, земљописних и тадашњих наука
- Змијина стена о којој се говори у причи Златне полуге несумњиво је заснована на Гуштеру. Село Полперан би могло бити било које од месних приобалних села као што је Портлевен, пошто ово подручје има дугу повест кријумчарења и бродолома иако је Кристино име игра речи на име Полперо које је даље источно од обале од Гуштера.
- Друга прича из збирке Плочник умрљан крвљу има много препознатљивији локалитет у селу Мишја рупа, комично преименованом у „Пацовска рупа“ у Кристином приповедању (измишљено село се такође помиње у причи Златне полуге). Кафана "Поларвитске руке" из приче у стварности је "Кигвинове руке", која је као и њен измишљени пандан преживела уништење од стране Шпанаца 1595. године.

## Екранизација
Пет од ових кратких прича је прилагођено за телевизију. Прича Плави здравац је два пута екранизована.
Делови приче Отисак палца Светог Петра комбиновани су са причом Гриншоова лудост у шестој сезони серије Марпл са Џулијом Макензи у главној улози која је премијерно емитована 20. јуна 2013. године.
Прича Плави здравац је екранизована као епизода пете сезоне серије Марпл са Џулијом Макензи у насловној улози и премијерно је емитована 27. јуна 2010. године. Екранизација је знатно проширила причу, али је задржала основне линије приче.
Делови приче Травка смрти су уткани у екранизацију романа Тајна замка Чимниз која је рађена као епизода серије Марпл са Џулијом Макензи и први пут је емитована 20. јуна 2010. године. Тајна замка Чимниз је у ствари роман о надзорнику Бетлу као детективу. Госпођица Марпл није била лик у роману.
Аниме екранизације су рађене за три од ових кратких прича (Златне полуге, Плави здравац и Побуда против прилике) као епизоде јапанске анимиране телевизијске серије Велики детективи Поароа и Марплова и емитоване су 2004. и 2005. године.